# Берди Блај
Бердис Блај-Ричардсон (24. март 1871, Су Сити, Ајова – 23. јун 1935, Чикаго, Илиноис) познатија као Берди Блај, била је америчка пијанисткиња. Са 5 година била је "чудо од детета" коју су подучавали најбољи учитељи у Сједињеним Државама и Европи. Са 10 година одржала је концерте у Лондону и другим европским градовима. Била је једина Американка која је тако млада свирала на оркестарским концертима.
Почела је обуку у Њујорку код Едмунда Нојперта и Рафаела Џозефија. Затим је отишла на Краљевску музичку академију у Лондону. По повратку у САД, свирала је концерте у источним градовима са Зајдл оркестром. Антон Зајдл и Вилијам Стајнвеј су јој саветовали да студира у Немачкој, што је радила шест година, прво код Ханса фон Булова, затим на Краљевској високој школи у Берлину и на крају код Антона Рубинштајна. Била је једина америчка ученица коју је Рубинштајн икада узео. Била је два пута гост у Белој кући у Вашингтону.

## Младост и образовање
Бердис Блај је рођена у Су Ситију, у Ајови,  24. марта 1871. године.  Међутим, провела је мало времена у Су Ситију, а много више са својом баком у Јужној Индијани да је тамо сматрала свој дом. До 1887. живела је у Кентланду, у Индијани.
Са очеве стране, Блај је била у сродству са Џоном Хенкоком, једним од потписника Декларације о независности, и са Лијевима из Вирџиније. Преци њене мајке припадали су енглеском племству.
Блај је показала љубав према музици у раном детињству. Са пет година свирала је на концертима у Чикагу.
Неко време Блај је наставила студије у Њујорку код Едмунда Нојперта, Едварда Моленхауера и Рафаела Џозефија. У Лондону је студирала на Академији, освајајући медаље. После серије концерата у главним источним градовима, где је дочекана са савршеним овацијама и где је свирала са оркестром Антона Зајдла, Зајдл и  Вилијам Стајнвеј су били толико импресионирани њеним дивним талентом да су је позвали да оде у Немачку. У Немачкој је студирала код Ханса фон Буелова, на Краљевској високој школи у Берлину и на крају код Антона Рубинштајна.
Високо образована, лингвиста, Блај је и сликала са уљаним и воденим бојама. Студирала је сликарство у Гросвенор галерији у Лондону. Њена прва изложена слика, насликана када је имала 14 година, продата је за 75 долара.

## Каријера

### Младост
Први пут се појавила у Њујорку новембра 1886, у Стајнвеј Холу.
Током девет година свог боравка у иностранству, обилазила је главне европске градове и свирала на друштвеним забавама за чланове краљевских породица Енглеске и Немачке, као и угледне личности попут баронице Ротшилд, царице Еугеније, и принцезе Бизмарк.
Са десет година направила је сензацију у Лондону и европским градовима својим изванредним свирањем и добила похвале најстрожих критичара у Лондону, Паризу, Дрездену, Берлину, Бечу и другим великим музичким центрима. Свирала је пред неколико европских дворова, главним племством и најугледнијим људима, друштвеним и уметничким, у сваком посећеном граду. Са једанаест година дебитовала је на оркестарским концертима у Лондону и широм Европе са успехом. Свирала је по сећању концерте, сонате и друге композиције Менделсона, Бетовена, Шумана, Листа, Шуберта и Шопена. Могла је да свира цео клавикорд без нота и да транспонује у сваком тону. Добила је много сертификата и медаља, а славили су је и дивили јој се као малом „чудесном детету“.
Почетком 1890-их свирала је на више од 200 концерата и мјузикала у америчким, енглеским и европским градовима. Била је одлична виолинисткиња, ученица школе Јоаким у Берлину.
Касније је уписала студије код Антона Рубинштајна, који је са одушевљењем хвалио њене бројне музичке квалитете и представио је истакнутим немачким музичарима као „великог америчког пијанисту“. Блај је написала своје реминисценције на великог мајстора за Музички курир, а затим прерадила за читање пред Удружењем аутора и истакнутим клубовима. Штампа је опширно копирала овај и друге чланке и доказала да је Блај такође била талентован писац. Блај је користила Стејнвеј клавир од самог почетка своје каријере.
Вероватно ниједан Американац никада није уживао у пријатељству толико угледних људи у земљи и иностранству, а Блај је имала толико сувенира захвалности, поклона из скоро сваког места где је била, а јединствена и занимљива колекција показала је да је знала да их цени. Међу њеним стотинама фотографија са аутограмом била је и једна Лонгфелоуа, који ју је назвао „малом златокосом принцезом“. Банкрофт, историчар, послао јој је корпе ружа из својих ружичњака: „Чак су и руже цветале лепше у њеном присуству." Ту је била и слика галантног генерала Шермана, који јој је дао писмо за амбасадора на двору Светог Џејмса, песника Џејмса Расела Лоуела, у коме је писало: „Са овим шаљем најслађу песму на енглеском језику, под називом Берди Блај.“

### Касније године
18. септембра 1901. удала се за Вилијама Б.С. Ричардсона, М.Д, и настанили су се у Чикагу.
Године 1921. Блај је провела три и по месеца у Калифорнији. На путу до тамо одржала је рецитале у Тексасу у Бомонту, Хјустону и Сан Антонију. Ово је била њена седма сезона у Сан Антонију, где је одржала рецитале пред водећим музичким организацијама и факултетима, и два пута је свирала са Симфонијским оркестром, под вођством Артура Класена. У њену част приређиване су вечере и пријеми, а Клара Медисон јој је посветила своју „Berceuse“. У Калифорнији, Блај је одржала свој први рецитал у Сан Хозеу. Појавила се и у Сан Франциску и Помони. У Лос Анђелесу, Блај је била гост клуба Гамут на вечери за Ноћ дама; такође и Клуба музичара. Провела је неколико дана са Дином и Етелберт Грабил; Дин Грабил је посветио своју најновију композицију Блај. У Сан Франциску сер Хенри Хејман, декан музичара у Калифорнији, приредио је „кафу“ за Блај и поклонио јој фотографију са аутограмом. Блај је обновила пријатељство са госпођом Израел Проктор, чији је муж био калифорнијски хирург. Била је и гост Лулу Блумберг, председнице Пацифичког музичког друштва. Блај је умрла 23. јуна 1935.